# دزرژینسکیی، استان مسکو
شهر دزرژینسکی، استان مسکو (به روسی: Дзержинский) یک شهر کوچک است که در اوبلاست مسکو در کشور روسیه واقع شده‌است. این شهر کوچک در ساحل رود مسکو بنا شده و فاصله آن تا شهر لیوبرتسی فقط ۵ کیلومتر می باشد.